# ماريس فولينسكي
ماريس فولينسكي (بالفرنسية: Maryse Wolinski)‏ (3 مايو 1943) هي كاتبة وصحفية فرنسية. كانت زوجة رسام الكاريكاتير جورج فولينسكي الذي توفي في 7 يناير 2015 أثناء تصوير تشارلي إبدو في باريس.
ولدت ماريس في الجزائر العاصمة وقضت طفولتها في باريس وجنوبها الشرق. وفي سن العشرين تخصصت في الصحافة. شغلت أول وظيفة لها ككاتبة إجتماعية في «جنوب-شرق» ثم عملت لاحقًا في «جريدة الأحد» حيث التقت بزوجها المستقبلي رسام الكاريكاتير جورج فولينسكي وأنجبا ثلاثة أطفال. عملت أيضًا ككاتبة مستقلة ونشرت في العديد من المجلّات مثل مجلة "F "، الطبيب العام (مجلة طبية متخصصة)، وكتبت بشكل متكرر في عالم-الأحد ، ملحق لـ عالم اليومي .
كتبت قصة نسا وتم تكييف كتابها «القيلولة المقدسة لأبي» للتلفزيون من قبل المخرج آلان نايم. كما كتبت أغاني تغنيها كارلوس وبرناديت لافونت وسارة مسقيش، تم بثها خلال برنامج عيد الميلاد على قناة فرنسا 3 في عام 1986. قامت فيما بعد بتضمينهم في منشور خاص فاز بجائزة أفضل جائزة للقراء الشباب. نشرت بعد ذلك كتبًا أخرى موجهة للجمهور الأصغر وواصلت كتابة كلمات الأغاني التي غنتها كاثرين بريان والكندية ديان تيل.
كتبت العديد من الروايات، مثل «إلى الشيطان فوفارت» و «سيد الحبّ» و «المرأة التي أحبّت الرجال»، وهي أفضل الكتب مبيعًا. كما نشرت روايات جيبية «بذور النساء» ، «تراجيديا السعادة» ، «غرفة الحبّ» وعددًا من السيناريوهات لمسلسلات تلفزيونية أبرزها على TF1 يسمى «حماية وثيقة» .

## روايات
- إلى الشيطان فوفارت، فلاماريون، 1988
- سيد الحبّ، فلاماريون، 1992
- بذور النساء، ألبن ميشيل، 1996
- المرأة التي أحبّت الرجال، ألبن ميشيل، 1998
- تراجيديا السعادة، ألبن ميشيل، 1998
- غرفة الحبّ، ألبن ميشيل، 1998
- الأمّ التي أرادت أن تصبح امرأة، سووي، 2008
- لا سيبلين ، سووي، 2010
- شغف إيديث س. سووي، 2014

## روابط خارجية
- ماريس فولينسكي على موقع IMDb (الإنجليزية)
- ماريس فولينسكي على موقع ميوزك برينز (الإنجليزية)
- ماريس فولينسكي على موقع ديسكوغز (الإنجليزية)
- ماريس فولينسكي على موقع كينوبويسك (الروسية)
- الموقع الرسمي
- ماريس فولينسكي في قاعدة بيانات الأفلام على الإنترنت